# Зализничное (Великомихайловский район)
Зализничное (укр. Залізничне) — село, относится к Великомихайловскому району Одесской области Украины.
Население по переписи 2001 года составляло 83 человека. Почтовый индекс — 67121. Телефонный код — 8-04859. Занимает площадь 0,36 км². Код КОАТУУ — 5121682602.

## Местный совет
67151, Одесская обл., Великомихайловский р-н, с. Мигаи, ул. Ленина, 5